# Югославия на «Евровидении-1984»
Югославия принимала участие в двадцать девятом выпуске телевизионного конкурса Евровидение-1984, который состоялся 5 мая в Муниципальном театре Люксембурга, Люксембург. Страну представлял специально созданный дуэт Vlado & Isolda с песней Ciao, amore («Прощай, любовь»), написанной Слободаном Бучевацем и Миланом Перичем. По итогам голосования она заняла 18-е (предпоследнее) место из 19, набрав 26 очков. Такой слабый результат привёл Югославию к уходу из конкурса 1985 года. Поэтому, Ciao, amore стала предшественницей югославской заявки на Евровидение-1986 Željo moja в исполнении Дорис Драгович.

## До «Евровидения»

### Југовизија 1984
Югославский традиционный национальный финал Југовизија был организован Югославским телевидением для выбора артиста и песни, представляемых страну на Евровидение. Он состоялся 23 марта 1984 года в Универсальном дворце в Скопье. Его ведущими были Благойя Крстевски и Лиляна Трайковска. Шестнадцать песен было делегировано для отбора от шести республиканских и двух региональных вещателей, а победитель был определён голосами членов жюри в интервале от 1 до 8 баллов, 10 и 12 баллов. Среди конкурсантов присутствовал певец Даниэль Попович, представлявший Югославию на Евровидение-1983. Победа досталась дуэту Vlado & Isolda (Владо Калембер и Изольда Баруджиа) с песней Ljubavna priča br. 1, делегированных черногорским вещателем TV Титоград.
| Порядок выступления | Исполнитель                     | Название песни       | Телестудия  | Очки | Место |
| ------------------- | ------------------------------- | -------------------- | ----------- | ---- | ----- |
| 1                   | Sunčeve pege                    | Эмануэла             | TV Нови-Сад | 4    | 15    |
| 2                   | Rondo                           | Линда                | TV Сараево  | 26   | 10    |
| 3                   | Вера Орукай и Хаки Мисини       | Fryti i dashurisë    | TV Приштина | 2    | 16    |
| 4                   | Бисера Велентанлич              | Нисам против         | TV Нови-Сад | 12   | 14    |
| 5                   | Бранка Кранер                   | Nisem verjela        | TV Любляна  | 15   | 12    |
| 6                   | Майя Оджаклиевска               | Ники                 | TV Скопье   | 51   | 2     |
| 7                   | Шери                            | Italijanski restoran | TV Белград  | 33   | 8     |
| 8                   | Ясна Госпич                     | Хула-хоп             | TV Сараево  | 18   | 11    |
| 9                   | Spektar                         | Опасна зона          | TV Скопье   | 15   | 12    |
| 10                  | Сладжана Милошевич и Дадо Топич | Негде изван планета  | TV Белград  | 38   | 6     |
| 11                  | Даниэль Попович                 | Marija               | TV Загреб   | 40   | 4     |
| 12                  | Rendez-Vous                     | O ne cheri           | TV Любляна  | 48   | 3     |
| 13                  | Ален Славица                    | Merijen              | TV Приштина | 40   | 4     |
| 14                  | Vlado & Isolda                  | Ljubavna priča br. 1 | TV Титоград | 56   | 1     |
| 15                  | Makadam                         | Talas ljubavi        | TV Титоград | 38   | 6     |
| 16                  | 777                             | Zbogom               | TV Загреб   | 28   | 9     |

### Разногласия
После победы Vlado & Isolda композиция Ljubavna priča br. 1 была переименована в Ciao, amore. На неё в Черногории был снят клип для популяризации югославской заявки в Европе. Однако Югославское телевидение после двух раз показа запретило дальнейшую трансляцию ролика из-за демонстрации обнажённых тел исполнителей.

## На «Евровидении»
Во время конкурса Калембер и Баруджиа выступали под номером 12, между Нидерландами и Австрией. Хотя это была одна из немногих песен, отражавших современное звучание, Ciao, amore заняла 18-е (предпоследнее) место из 19, набрав 26 очков, опережая по этому показателю только Австрию. 12 баллов югославское жюри присудило Кипру. Мато Досен был дирижёром во время исполнения югославской заявки.

### Голосование
| Очки      | Страна                      |
| --------- | --------------------------- |
| 12 баллов |                             |
| 10 баллов |                             |
| 8 баллов  | - Кипр - Турция             |
| 7 баллов  |                             |
| 6 баллов  |                             |
| 5 баллов  |                             |
| 4 балла   |                             |
| 3 балла   | - Великобритания - Германия |
| 2 балла   | - Финляндия - Франция       |
| 1 балл    |                             |

| Очки      | Страна         |
| --------- | -------------- |
| 12 баллов | Кипр           |
| 10 баллов | Турция         |
| 8 баллов  | Люксембург     |
| 7 баллов  | Португалия     |
| 6 баллов  | Дания          |
| 5 баллов  | Нидерланды     |
| 4 балла   | Швеция         |
| 3 балла   | Финляндия      |
| 2 балла   | Испания        |
| 1 балл    | Великобритания |